# Saitō Musashibō Benkei
Saitō Musashibō Benkei (西塔武蔵坊弁慶, Saitō Musashibō Benkei? 1155 – 1189), popularment anomenat Benkei (Benkei?), va ser un Sōhei, un monjo guerrer, que hi va haver a les ordres del samurai Minamoto no Yoshitsune. Generalment se'l descriu com un home molt fort i lleial, i és un dels personatges preferits del folklore japonès. La seva vida ha estat enriquida i distorsionada en representacions i obres de teatre Kabuki i Noh, amb la qual cosa és difícil discernir entre la veritat i la llegenda.

## Biografia
Existeixen diverses històries sobre el naixement de Benkei. Una d'elles explica que el seu pare era el cap d'un temple que havia violat a la seva mare, que era la filla d'un ferrer. Una altra història diu que ell era el fill d'un déu del temple. Molts el presenten amb els atributs d'un dimoni, un nen-monstre amb el cabell regirat i dents llargues. En la seva joventut Benkei pot haver estat anomenat Oniwaka (鬼若) o el "nen dimoni o nen ogre".
De petit va conviure amb monjos i va viatjar molt pels monestirs del Japó. Durant aquest període, els monestirs budistes eren uns importants centres d'administració i cultura, a més de centres militars. Com molts altres monjos, Benkei probablement va ser entrenat en l'ús de la naginata. Als disset anys, es deia que feia més de dos metres d'alt. En aquest moment, va deixar el monestir budista i es va unir als Yamabushi, una secta de monjos muntanyencs que es reconeixien per portar caputxes negres. Fins i tot alguns gravats japonesos mostren a Benkei portant aquesta caputxa.
Explica la història que Benkei s'hauria instal·lat en el pont Gojo, a Kyoto, on reptava en duel a qualsevol guerrer que passés pel pont, i es quedava amb l'espasa del vençut, arribant a col·leccionar-ne 999. En el seu combat número 1.000, Benkei va ser vençut per Minamoto no Yoshitsune, fill del senyor de la guerra Minamoto no Yoshitomo. Per tant, es va convertir en un guerrer de Yoshitsune i va lluitar al costat d'ell en la guerra Genpei contra el clan Taira. A Yoshitsune se li dona crèdit per la majoria dels èxits del clan Minamoto contra els Taira, especialment a la batalla naval de Dannoura amb què va finalitzar la guerra. Tanmateix, després del seu últim triomf, el germà més gran de Yoshitsune, Minamoto Yoritomo, se li va girar en contra.
Durant els dos anys de lluites que van seguir, Benkei va acompanyar Yoshitsune com a fugitiu de la llei. Finalment van ser envoltats al castell de Koromogawa no tate. Mentre Yoshitsune es dirigia cap a les zones internes del castell per suïcidar-se en forma ritual (seppuku), Benkei lluitava en el pont de la porta principal per protegir Yoshitsune. Compta la història que els soldats tenien por de passar el pont i haver d'enfrontar-s'hi, ja que ràpidament acabaven morts per l'enorme guerrer. Bastant temps després que conclogués la batalla, els soldats es van adonar que el cos de Benkei, estarrufat de fletxes, restava immòbil. Durant una inspecció més detallada, després d'haver-se animat a creuar el pont, el gegant va caure a terra, la qual cosa va revelar que havia estat mort ja feia estona; aquest fet és conegut com la "Mort dempeus de Benkei" (Benkei no Tachi Ōjō) (弁慶の立往生).

## Benkei i el folklore japonès

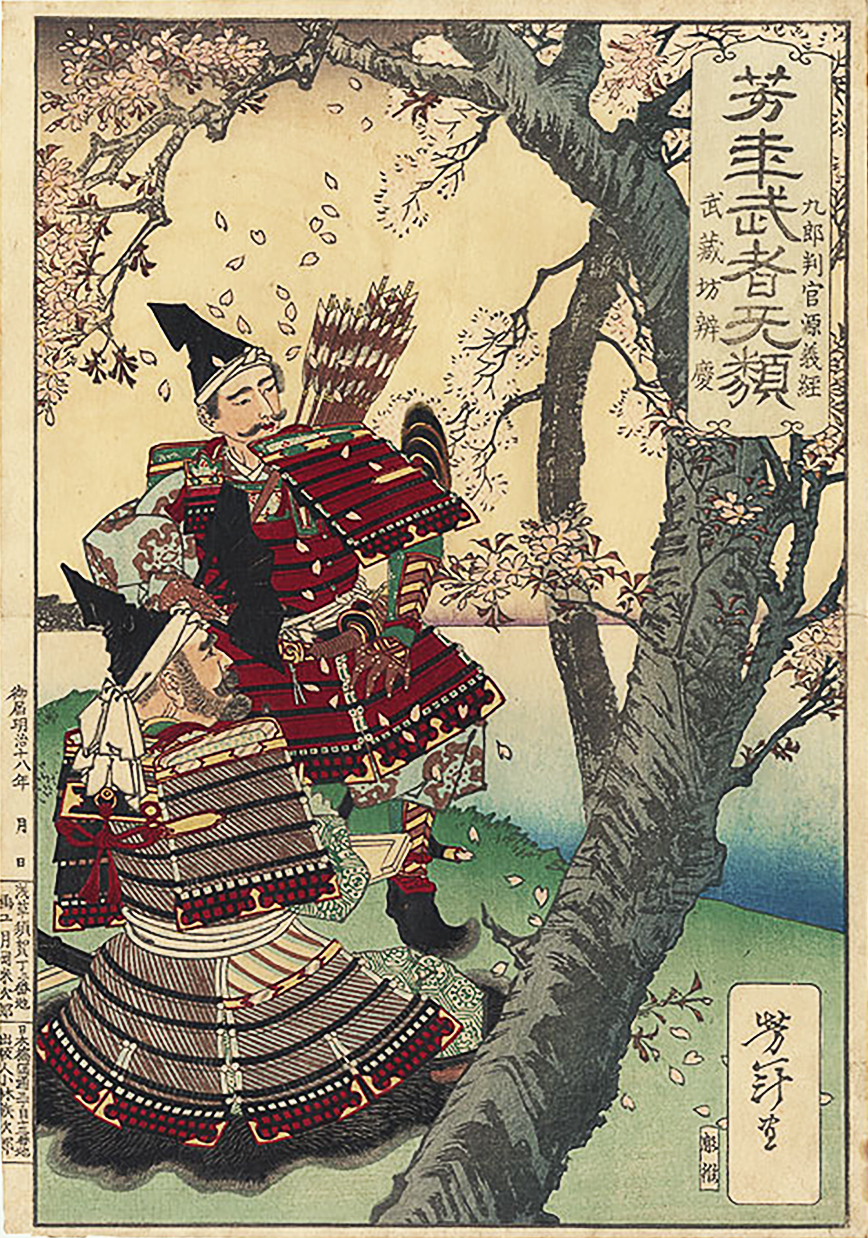
Benkei i Minamoto-no-Yoshitsune mirant un cirerer florit, de Tsukioka Yoshitoshi, 1885

És la lleialtat i honor de Benkei el que el fa especialment atractiu per al folklore japonès. Una obra Kabuki col·loca Benkei davant un dilema moral, havent d'escollir entre mentir i protegir el seu Senyor per poder creuar un pont. El clímax de l'obra, té lloc quan el monjo s'adona de la seva situació i promet complir amb el seu deure. En una altra obra, Benkei arriba a l'extrem de matar el seu propi fill per salvar la filla d'un Senyor. A l'obra kabuki Kanjincho, que fou filmada per Akira Kurosawa amb el títol Els homes que caminen sobre la cua del tigre (虎の尾を踏む男達, Tora no o wo fumu otokotachi), Benkei ha de guanyar al seu propi mestre, disfressat de portador, intentant evitar de descobrir el seu engany.